# Обдареност
Обдареност је натпросечно развијена општа интелектуална способност. Количник интелигенције обдарених је IQ преко 130. У популацији људи има свега око 2% обдарених. Разликује се од талента који подразумева високо развијену неку посебну способност.